# Julien-Fernand Vaubourgoin
Julien-Fernand Vaubourgoin est un compositeur et pédagogue français né le 29 décembre 1880 à Bordeaux, ville où il est mort le 25 novembre 1952.

## Biographie
Julien-Fernand Vaubourgoin naît le 29 décembre 1880 à Bordeaux,.
Il étudie au Conservatoire de Bordeaux avant d'enseigner lui-même au sein de l'établissement, successivement le solfège, le piano, l'orgue, la direction d'orchestre, l'harmonie et le contrepoint. Parmi ses élèves, figurent notamment Henry Barraud et Louis Beydts.
Comme compositeur, Julien-Fernand Vaubourgoin est l'auteur de trois symphonies pour orgue, d'œuvres pour orchestre, de la musique de chambre, des mélodies et diverses partitions pour la scène, dont les ballets Nitétis et Hoa-Tchy, représenté à Bordeaux en 1950.
Entre 1919 et 1952, il est aussi organiste de l'église Saint-Louis-des-Chartrons.
Il meurt le 25 novembre 1952 à Bordeaux,.
Julien-Fernand Vaubourgoin est le père du compositeur Marc Vaubourgoin,.